# Oliver Cromwell Cox
Oliver Cromwell Cox (* 24. August 1901 in Port of Spain; † 4. September 1974) war ein auf Trinidad gebürtiger, US-amerikanischer Soziologe. Er war eine wichtige Persönlichkeit der intellektuellen Bewegung des „Schwarzen Marxismus“. Er vertrat die Auffassung, dass der Rassismus in Amerika ein Produkt des Klassenkonflikts sei.
Nach dem Besuch der Saint Thomas Boys' School in Port of Spain, die vom Bruder seiner Vaters geleitet wurde, siedelte Cox 1919 in die USA über. Ursprünglich wollte er sich zum Rechtsanwalt ausbilden lassen, um auf Trinidad zu praktizieren. Nach seinem juristischen Bachelor-Abschluss an der Northwestern University 1929 erkrankte er jedoch an Kinderlähmung und war anschließend stets auf Krücken angewiesen. Darum entschied er sich für eine akademische Laufbahn, die „nicht zu viel Beinarbeit“ erforderte. 1932 machte er das Master-Examen in Wirtschaftswissenschaft an der University of Chicago, wechselte dann aber zur Soziologie. 1938 wurde er an der University of Chicago zum Ph.D. promoviert, Titel seiner Dissertationsschrift war: Factors Affecting the Marital Status of Negroes in Chicago.
Wegen der Rassentrennung in den USA konnte Cox nur an afroamerikanischen Hochschulen lehren. Anfangs war er am Wiley College in Marshall, Texas beschäftigt. Nach fünf Jahren wechselte er an das Tuskegee Institute in Alabama. Tuskegees berufsorientierter Ansatz in der Bildung frustrierte ihn aber und er wechselte 1949 an die Lincoln University. Schließlich übernahm er ab 1970 eine Gastprofessur an der Wayne State University in Detroit.

## Schriften (Auswahl)
- Race relations. Elements and social dynamics. Wayne State University Press, Detroit 1976.
- Capitalism as a system. Monthly Review Press, New York 1964.
- Capitalism and American leadership. Philosophical Library, New York 1962.
- The foundations of capitalism. Philosophical Library, New York 1959.
- Caste, class, & race; a study in social dynamics. Doubleday, Garden City, N.Y. 1948.